# Bogie
Pour les articles homonymes, voir Bogie (homonymie).

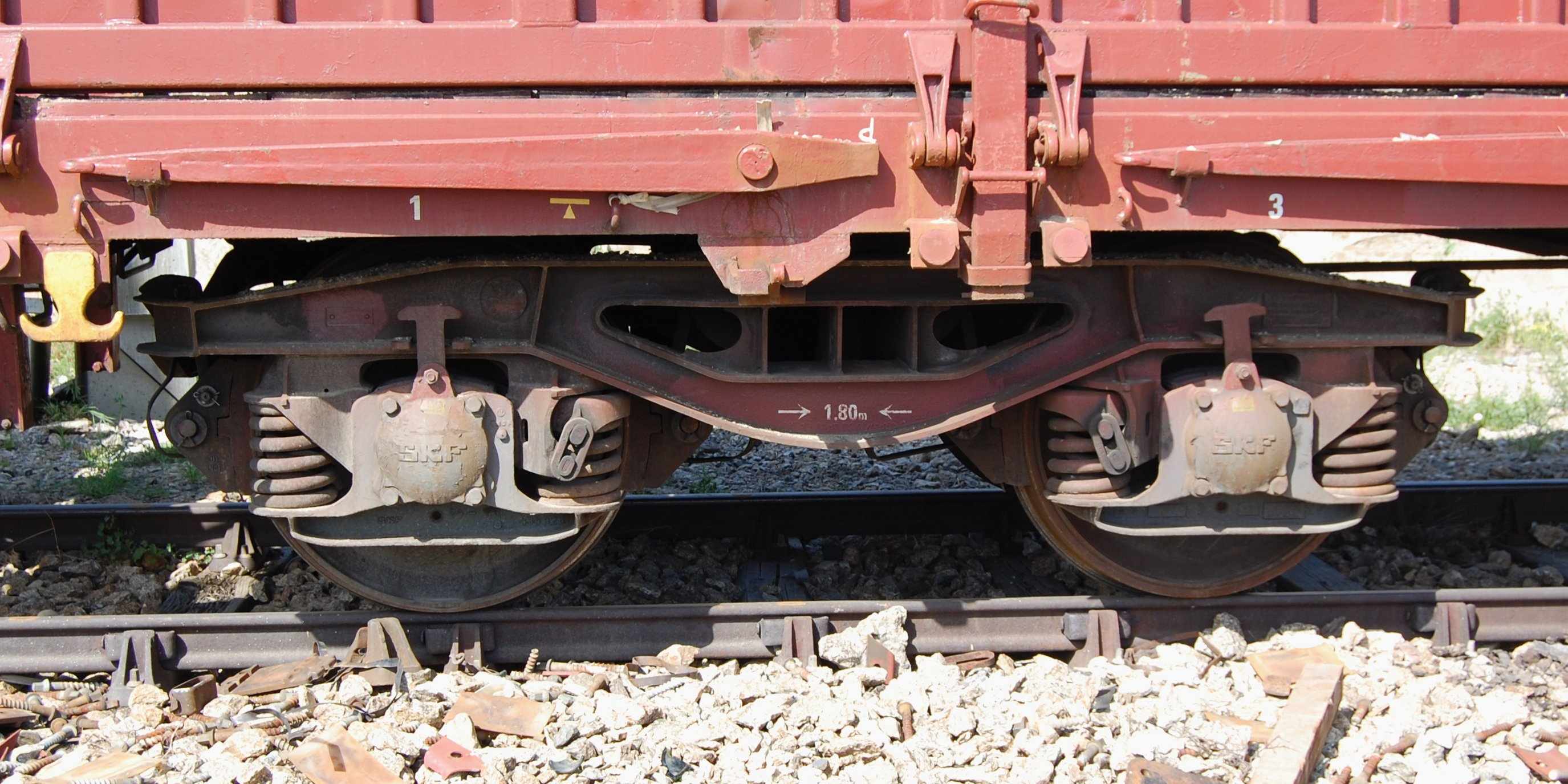
Bogie Y25 mécanosoudé d'un wagon plat.

Un bogie, ou boggie, est un chariot situé sous un véhicule ferroviaire, sur lequel sont fixés les essieux (et donc les roues). Il est mobile par rapport au châssis du véhicule (locomotive, wagon ou voiture) et destiné à s'orienter convenablement dans les courbes.
Le mot bogie est un mot d'origine anglaise qui signifie cabriolet, c'est-à-dire un attelage hippomobile se guidant facilement.

## Description d'un bogie

Sur cette illustration est représenté un véhicule (profilé en bleu) équipé de deux bogies (en jaune orangé). Les essieux sont figurés en rouge. L'utilisation des bogies permet la circulation sur une voie dont le rayon de courbure est relativement faible.

La fonction essentielle des bogies est de faciliter l'inscription en courbe. En effet, les bogies du véhicule peuvent pivoter indépendamment les uns des autres, ce qui autorise des rayons de courbure plus faibles, et un éloignement plus important entre les essieux (qu'ils soient moteurs ou porteurs).
La charge du véhicule repose en général sur le bogie par l'intermédiaire d'une crapaudine centrale (sur le bogie) et d'un pivot (solidaire du châssis du wagon) sécurisés par une cheville ouvrière. Sur les véhicules actuels, le bogie peut glisser librement sous la caisse, ce qui améliore le confort ; on parle dans ce cas de « pivot fictif » comme sur les voitures SNCF de type « Corail ».
Sur les locomotives à vapeur, on a ainsi augmenté le nombre de bogies pour mieux répartir le poids de la locomotive sans multiplier le nombre d'essieux moteurs et donc un empattement rigide trop grand : un bissel à un essieu puis un bogie porteur à deux essieux à l'avant, un bogie partiel (sous forme de bissel) voire un bogie à l'arrière en plus des essieux moteurs.

## Histoire

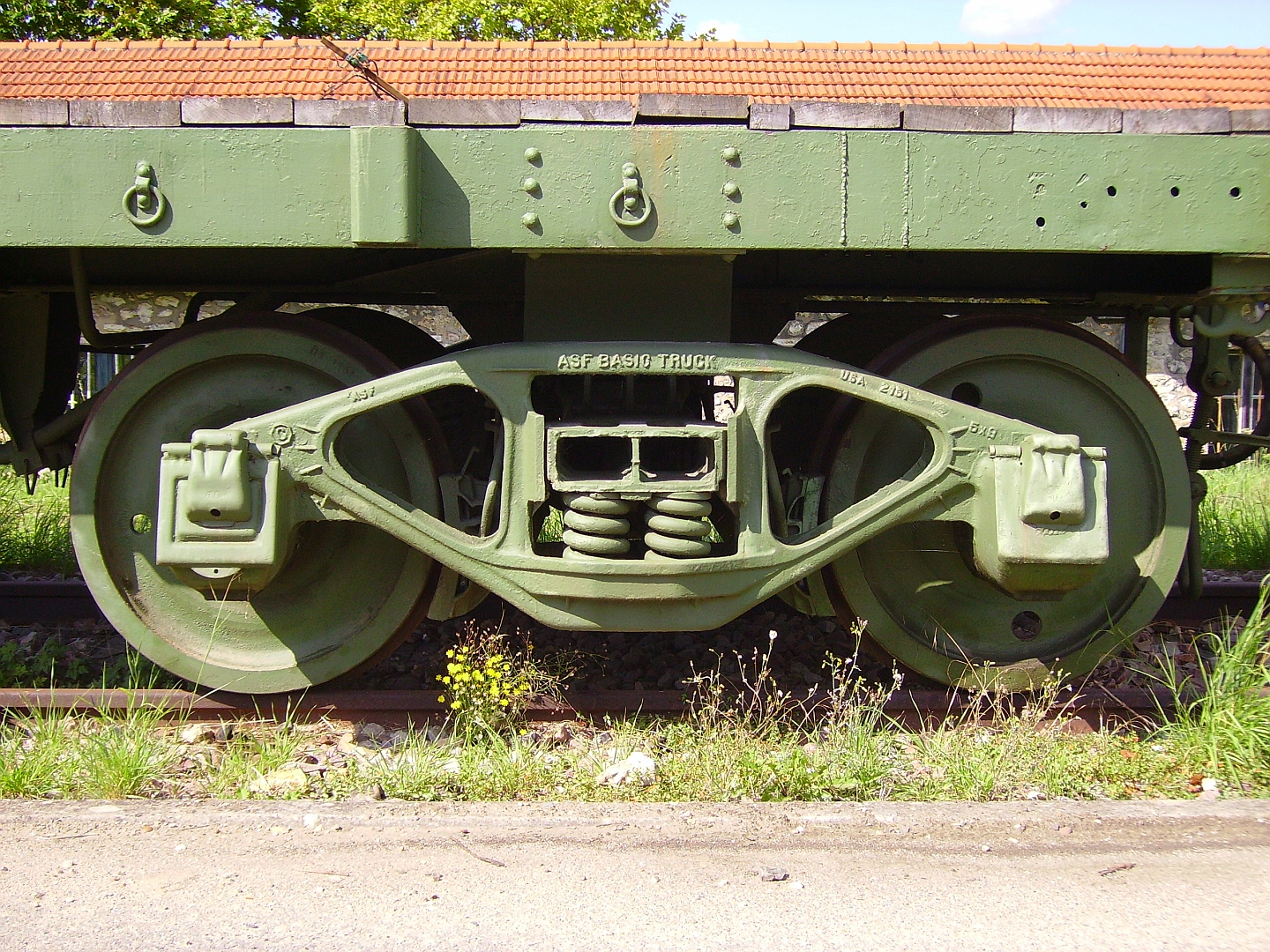
Aux États-Unis dès le début des années 1920, l'usage de l'acier moulé sera généralisé pour la fabrication des bogies de wagons. Bogie Y1 en France.

L'inscription en courbe de faible rayon de voitures de plus en plus longues fut très rapidement un problème pour le matériel ferroviaire. Les solutions apportées furent de deux ordres :
- des essieux articulés comme dans le système Arnoux ou le bissel,
- des roues qui prendront un standard au diamètre de 920mm avant de les voir diminuer sur certaines rames du XXIe siècle.
- des chariots à faible empattement (souvent compris entre 1,8 m et 2,5 m) situés à chaque extrémité de voiture.

C'est en fait cette dernière solution mise en œuvre sur le matériel américain qui perdura. Le concept de bogie a été déposé le 30 décembre 1812 dans le brevet no 3632 par les frères William Chapman et Edward Walton Chapman. Les bogies se sont rapidement répandus aux États-Unis à partir de 1830, car les matériels roulants devaient accepter une voie mal posée. En France et dans la plupart des pays d'Europe, les matériels ferroviaires sont restés à deux ou trois essieux non orientables (l'essieu central était fixé sur un plateau coulissant transversalement sous le wagon ou la voiture) ce qui était permis par la qualité des voies. Le bogie apparaît pour la première fois en France vers 1840 ou 1841 sur la ligne (qui sera intégré au PLM) entre St Etienne et Lyon. Ce sont des bogies suspendus sur ressort à lames (selon un dessin dans Homme et Choses du PLM) d'empattement réduit à 0,94 m et placés sous des voitures à un entraxe de 4,1 m, fixés sur des rondelles graissés pour assurer la rotation dans les courbes de 45 m de rayon.
À partir de 1863 il y a eu les célèbres bogies de C.F. Allen, de Pullman pour 23 voitures. Ces bogies sont à 4 essieux avec un empattement de 4,5 m. Cet exemple a servi pour les voitures de luxe et restaurant au Burlington jusqu'en 1880. Déjà à cette époque on envisage une vitesse qui passerait de 80 km/h à 120 km/h.
Jusqu'en 1867, la plupart des bogies réalisés ont un empattement compris entre 1,5 et 1,8 m ; mais en 1877, l'empattement est de 2,1 m. La voiture restaurant no 151 de la CIWL est la première voiture de l'Orient-Express à recevoir des bogies en 1883. C'est ainsi que naît le bogie WL. La CIWL va d'ailleurs utiliser cinq types de bogies pour ses voitures (voir diagrammes en page 53). Par la suite en 1888, sur le matériel remorqué du chemin de fer de l'Ouest, se répand vers 1900 sur les voitures voyageurs, puis à partir de la fusion des compagnie en réseau de l'État (1908) et plus tardivement sur les wagons de marchandises (généralisation à la fin du XXe siècle). Pendant ce temps le bogie Pennsylvania se stabilise dans une définition vers 1935. Les bogies Y25 sont encore fabriqués en 2020.
Côté suspension, on est surpris d'apprendre que le coussin d'air a été inventé par Levi Bissell à New York et breveté en 1841 pour une suspension pneumatique. Elles furent nommées "atmospheric springs" et utilisées entre 1842 et 1860 au Schenectady and Troy RailroadCe mode de suspension restera longtemps méconnu avant de réapparaître dans les temps modernes.
Sur les locomotives à vapeur, le bissel (créé par Levi Bissell), puis le bogie ont fait petit à petit leur apparition au fur et à mesure que les locomotives devenaient plus puissantes et donc de plus en plus longues et de plus en plus lourdes. Ces essieux sont alors uniquement porteurs, et destinés à répartir la charge sur la voie. Il exista aussi le bogie-bissel dans lequel l'essieu porteur est lié au premier essieu moteur dont le plus connu fut le bogie-bissel de type « Zara ». Un autre cas particulier fut l'emploi d'un bissel à deux essieux à l'arrière de la machine, comme sur les locomotives Hudson.
Le bogie moteur se développe grâce aux moteurs électriques qui peuvent s'installer dans son châssis en lui conservant sa liberté de mouvement. Dès 1903, la vitesse de 210 km/h est atteinte par une automotrice Siemens à boggies, tandis que des automotrices se répandent sur la banlieue.
Si le PO et le Midi font construire en masse des machines mixtes à adhérence totale dès 1925, ce n'est cependant qu'en 1949 qu'apparaît la première machine de ce type destinée à la grande vitesse de l'époque, 150 km/h, la CC-7001.
Dès lors, les locomotives à adhérence totale, pouvant atteindre 200 km/h, éliminent les locomotives à boggies directeurs qui disparaissent des rails français en 1980.
Pour aller au-delà, la SNCF, visant d'abord 270 km/h fixera les moteurs sous la caisse pour alléger les boggies. En diminuant fortement les différents moments d'inertie dus à la masse des moteurs, les boggies moteurs du TGV auront une stabilité remarquable, semblable à celle des boggies porteurs situés sous les remorques.

## Fonctions du bogie

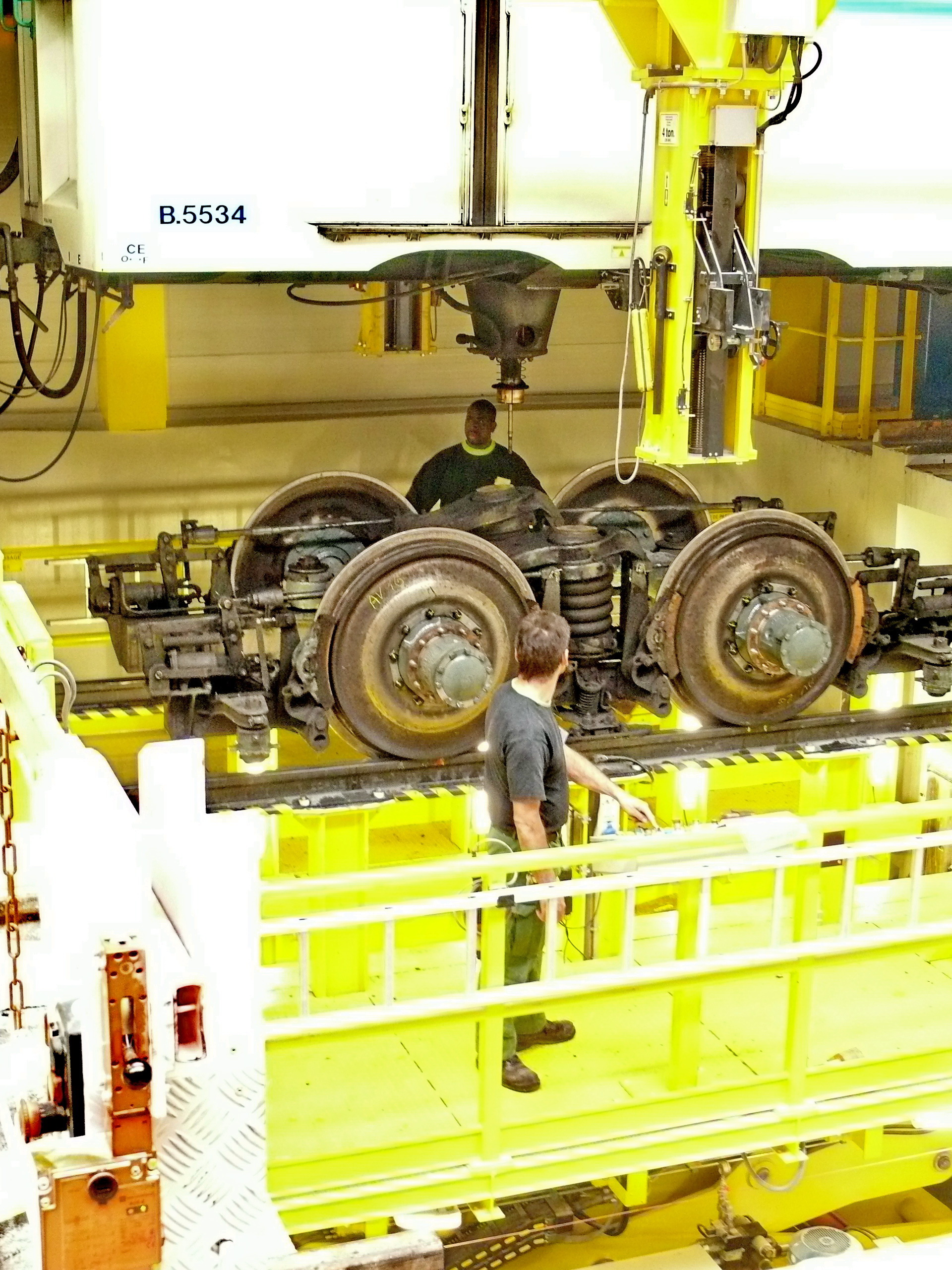
Bogie de métro en train d'être assemblé à la caisse du métro, grâce à un vérin sur fosse. Ce dispositif assure le déplacement vertical du bogie sous la caisse, maintenue en place par des crics, et permet d'assembler ou de désassembler rapidement les bogies aux caisses dans le cadre d'opérations de maintenance
On distingue clairement le pivot placé sous la caisse, qui va se clipser dans la crapaudine du bogie pour les solidariser.

Outre son rôle de liaison entre les essieux et la caisse, le bogie assure les rôles de freinage, d'interface entre la signalisation sur voie et la caisse, de suspension de l'ensemble du train, et parfois de traction. On distingue donc deux grandes familles de bogies :
- les bogies moteurs avec moteurs dans le cas d'une traction directe ou avec les pignons dans le cas d'une traction indirecte.
- et les bogies porteurs (pas de moteur), généralement plutôt dédiés au freinage et assurant la répartition des charges et le guidage.

Chaque véhicule (locomotive, voiture, wagon) possède ses propres bogies (généralement deux), ou bien les bogies sont situés à cheval entre deux voitures (bogies jacobs utilisés sur rames articulées Talgo).
Chaque bogie possède en général au moins deux essieux sauf les cas particulier tels : 
- l'express espagnol « Talgo », dont les voitures reposent sur des bogies intermédiaires à un essieu par bogie.
- la rame rapide UAC Train Turbo mise en service en Amérique du Nord en 1960 avec des bogies Jacobs à un seul essieu.
- les wagons pour transports de charges lourdes où l'on peut compter plusieurs essieux.
- certains autorails comme les Bugatti où l'on a 5 essieux et les Michelines où le nombre d'essieux est variable.
- les 3 rames sur pneus de la région Est et les 2 voitures prototypes des CFF

Pour les deux derniers cas l'augmentation des essieux est la conséquence du remplacement des roues en acier par des pneumatiques.
Habituellement, le plancher du véhicule est situé au-dessus des bogies. Cependant, cette règle ne s'applique pas à certains types de matériel ferroviaire : trains à deux niveaux ou wagons surbaissés pour charges encombrantes : le plancher, ou le plan de chargement, est alors surbaissé entre les bogies. Il existe des tramways à plancher ultra-bas sans bogies.
L'amélioration des performances des bogies est un élément important pour accroître la fiabilité, la sécurité et le confort du matériel roulant.

## Accélération
Suivant le cheminement de la voie, le bogie est soumis à des forces verticales ou transversales, respectivement l'accélération verticale bogie et l'accélération transversale bogie.
Pour les voies gérées par la SNCF, les valeurs d'accélération caisse et bogie sont régulièrement relevées par une voiture équipée spécialement de capteurs, la voiture Mauzin. À partir de ces valeurs, les interventions pour l'entretien de la voie peuvent être déterminées.

## Chariotage
L'essieu ferroviaire est rigide par nature. Sauf sur les essieux moteurs modernes, il n'y a pas de différentiel. Pour limiter le glissement des roues dans les courbes, dû à la différence de parcours entre la file de rail extérieure et la file de rail intérieure, les roues de chemin de fer sont tronconiques et les rails sont inclinés vers l'intérieur (de 1⁄20 sur ligne classique et LGV).
La force centrifuge tend à déplacer l'essieu vers l'extérieur de la courbe, ce qui a pour effet de placer la roue extérieure en contact avec le rail sur sa plus grande circonférence, tandis que la roue intérieure se trouve en contact sur sa plus petite circonférence. La différence des circonférences de roulement correspond plus ou moins à la différence des vitesses linéaires.
Cette adaptation naturelle, qui tient lieu de différentiel, est plus ou moins contrariée par les insuffisances ou excès de dévers, selon la vitesse et la masse du train.
Elle assure également un centrage naturel de l'essieu sur la voie. Sauf dans les courbes de faible rayon, le boudin de la roue ne touche jamais le rail. Sur les voies en alignement, la partie usée du rail fait en général un à deux centimètres de large.
Ce centrage est en réalité un perpétuel « recentrage », en particulier en sortie de courbe avec insuffisance ou excès de dévers. Les essieux ont un mouvement oscillant qui imprime au bogie un mouvement de rotation, dit de « chariotage ». Ce mouvement est amorti par des plaques de friction entre les caisses et les bogies, voire par des amortisseurs hydrauliques (sur les TGV).
Ce mouvement de chariotage peut, par friction ou « fouettage », déplacer les lames d'aiguilles. C'est pourquoi les aiguilles susceptibles d'être parcourues à plus de 40 km/h doivent être munies d'un dispositif de verrouillage. Ce verrou est un dispositif mécanique de type non réversible : il peut être indépendant ou  manœuvré par la tringle de commande de l'aiguille, mais pas par la lame d'aiguille elle-même.

## Galerie

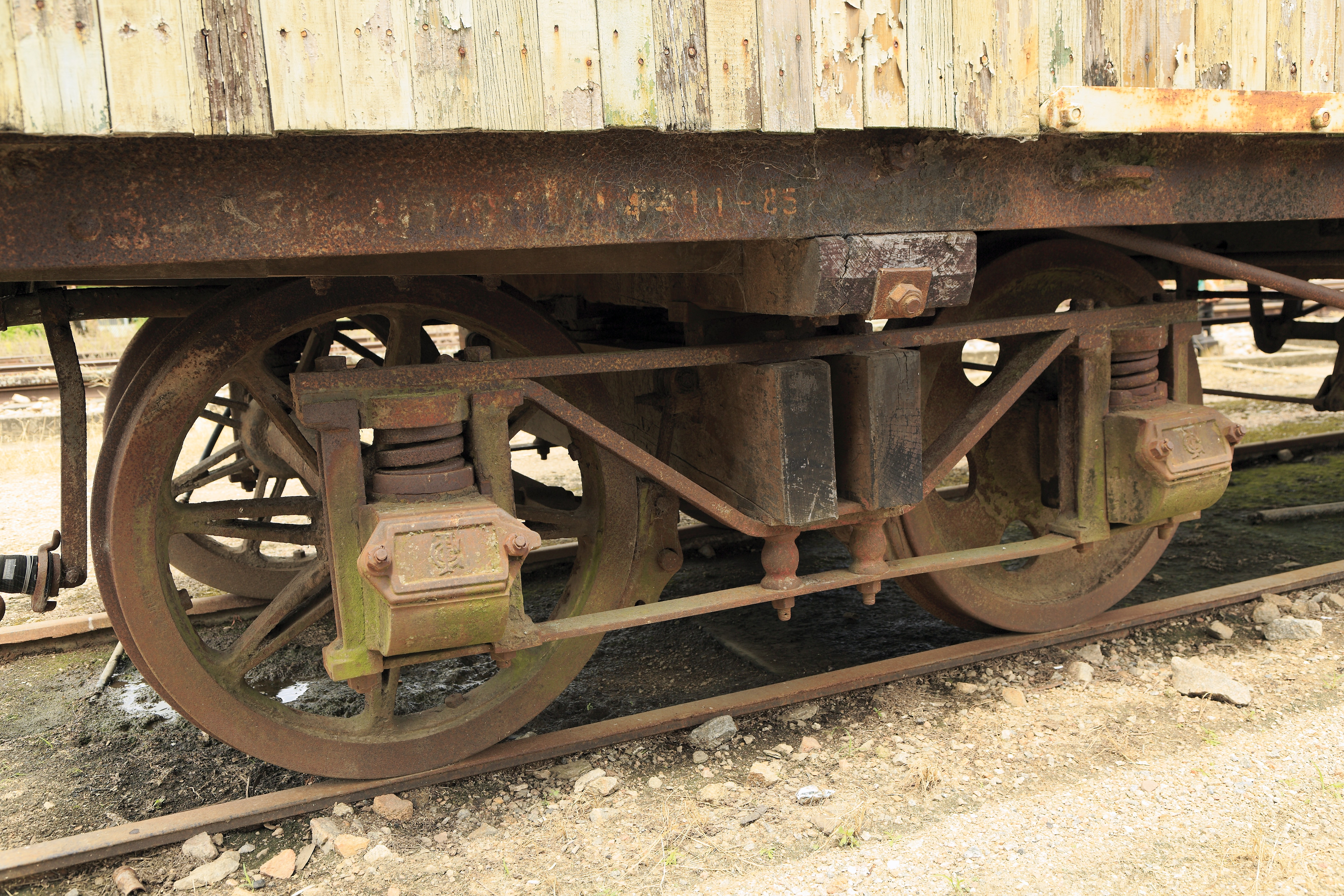
Bogie ancien en bois et métal laminé.
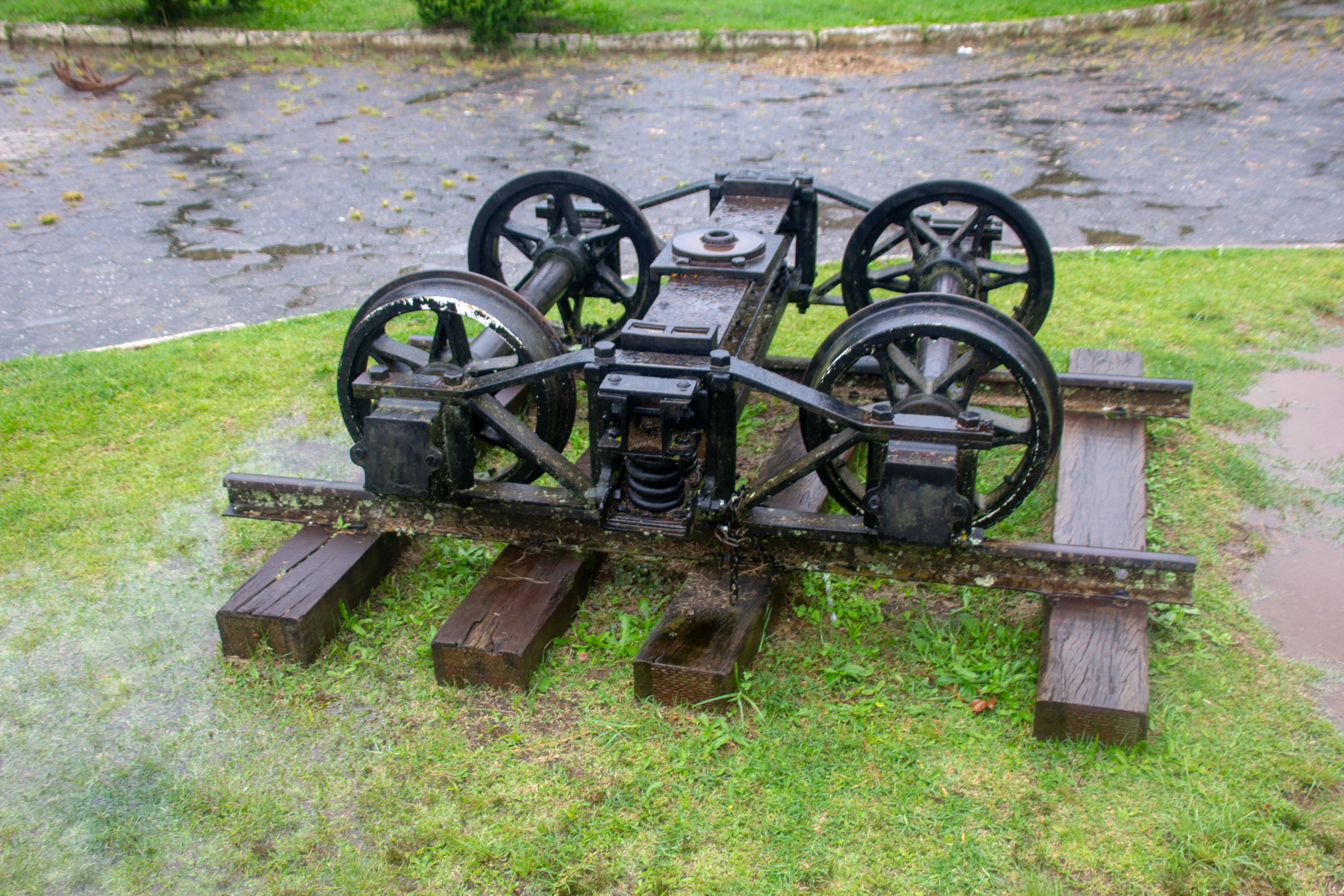
Bogie pour voie étroite.
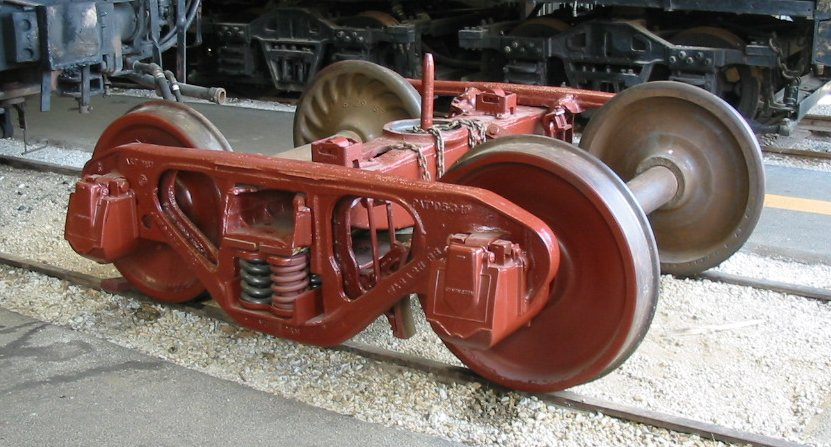
Bogie du type « Bettendorf » (à l'Illinois Railway Museum), différent du Y9 qui possède des freins externes. La tige située au-dessus constitue le pivot qui viendra se placer dans la crapaudine, placée sous le wagon, afin de les solidariser.
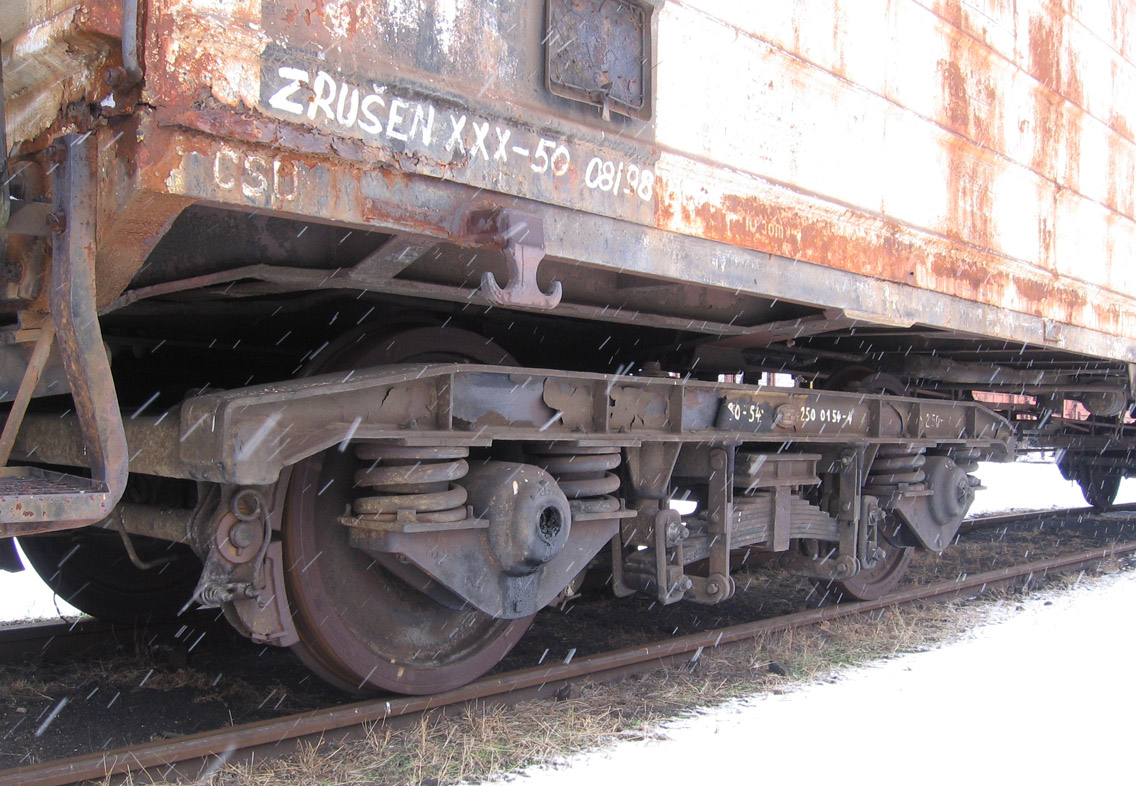
Bogie de wagon réfrigéré. On remarque une suspension à ressorts à chaque roue et une suspension à lame centrale.
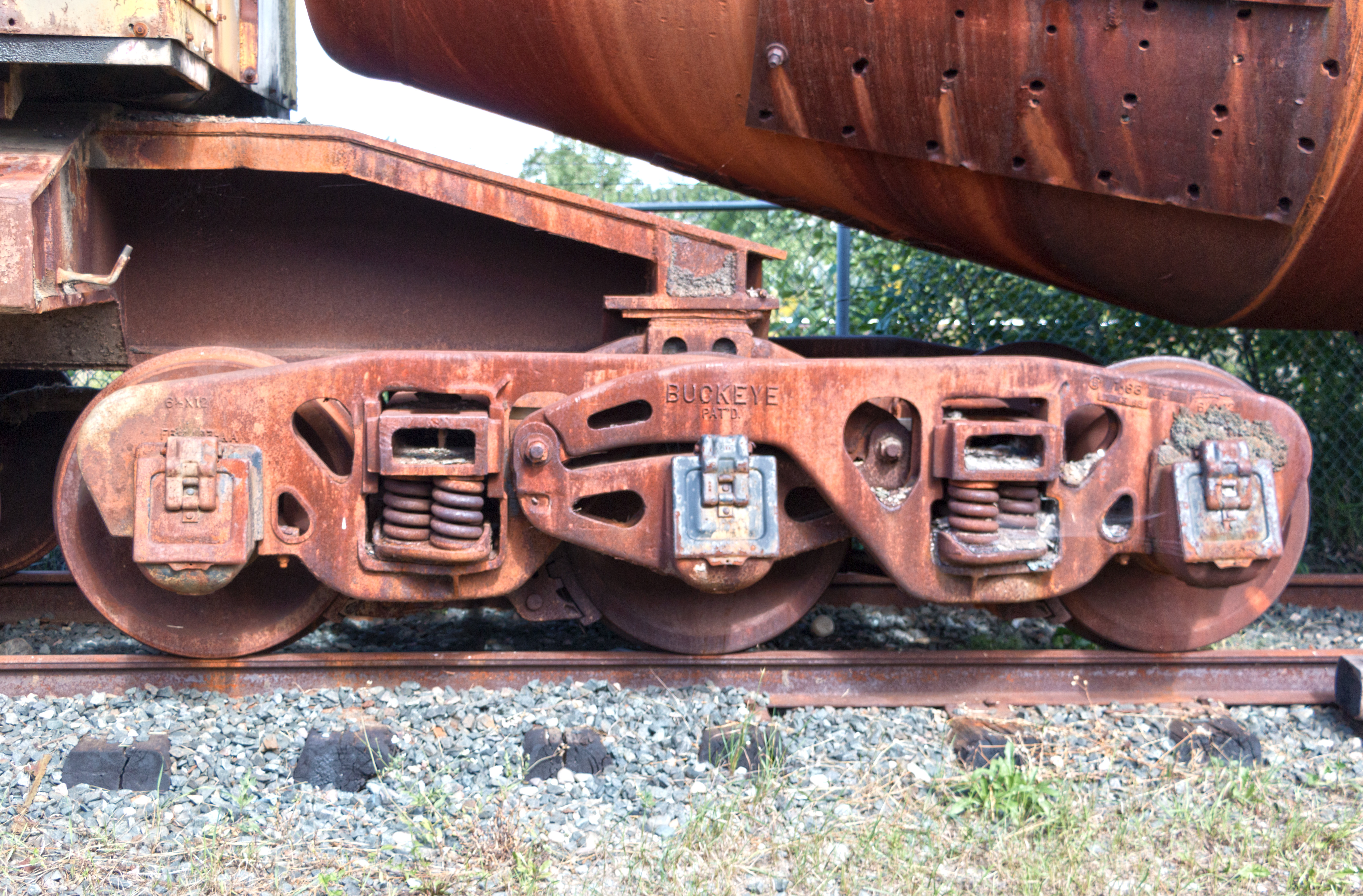
Bogie à trois essieux d'un wagon-torpille.
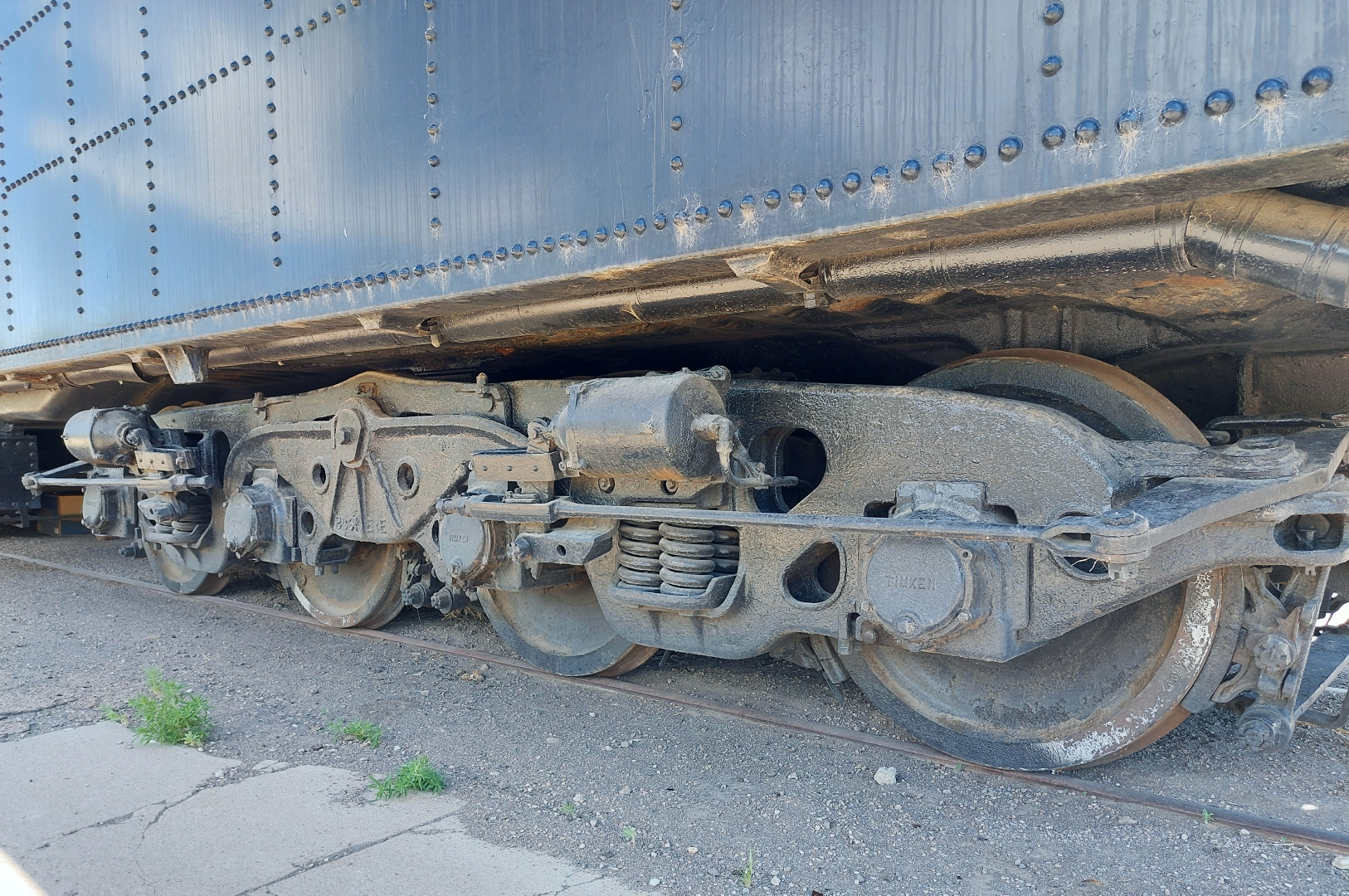
Bogie Buckeye (en) articulé à quatre essieux d'un tender (1944).
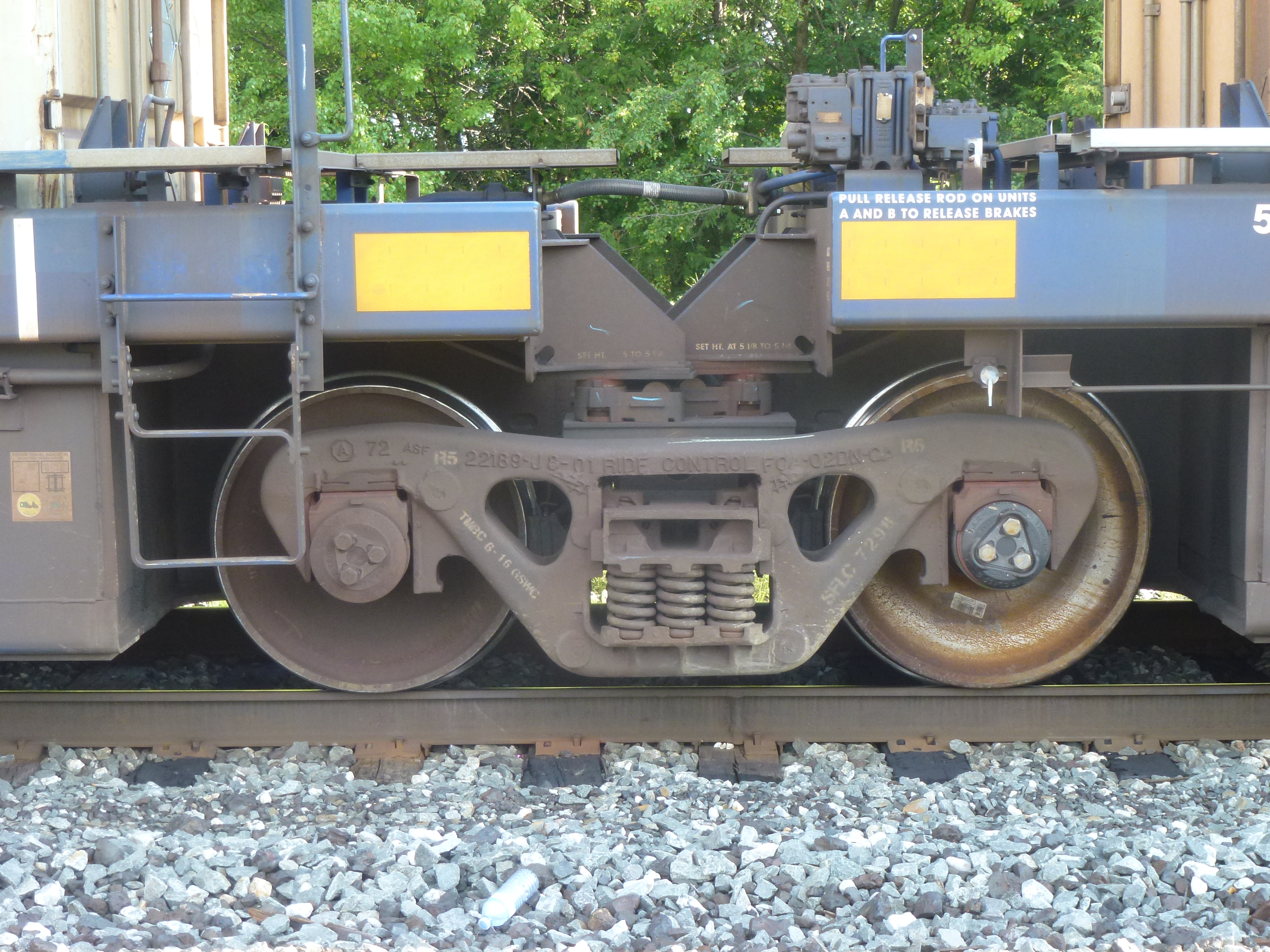
Bogie Jacob d'un wagon articulé.
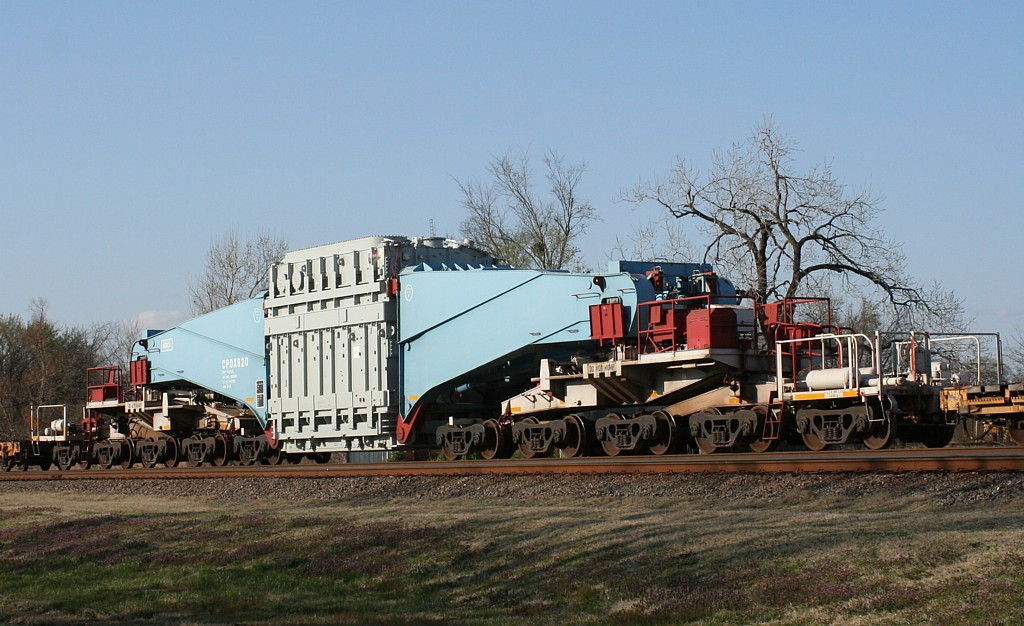
Wagon pour transports exceptionnels CPOX820 monté sur 10 bogies.
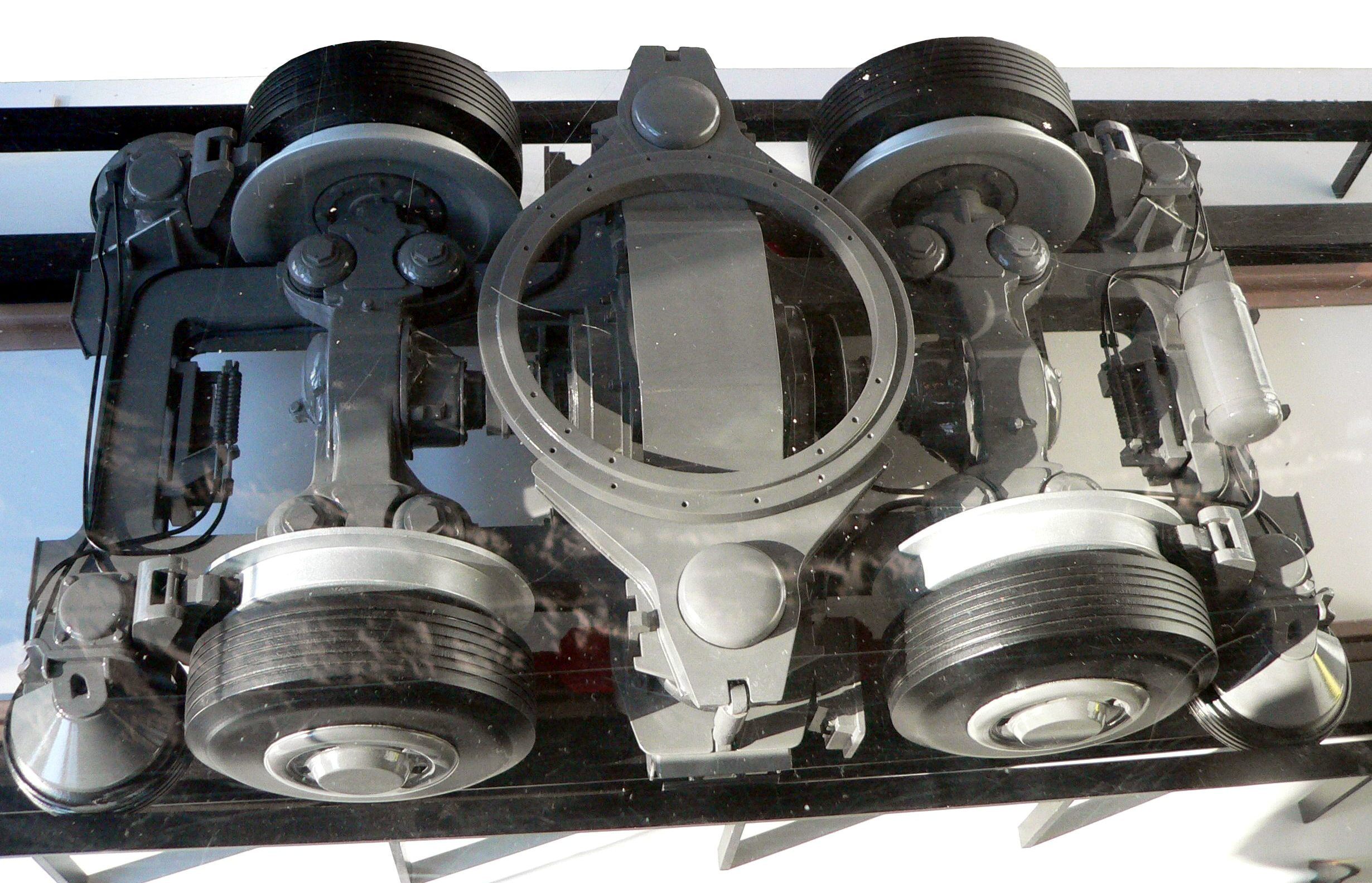
Bogie de métro sur pneumatiques, avec sa table de suspension circulaire, constituant une partie du « pivot fictif » le reliant à la caisse du métro.

## Source
- « bogie », dictionnaire Larousse
- « bogie », Grand Dictionnaire terminologique, Office québécois de la langue française